# Montrabé
Montrabé är en kommun i departementet Haute-Garonne i regionen Occitanien i södra Frankrike. Kommunen ligger i kantonen Toulouse 8e Canton som tillhör arrondissementet Toulouse. År 2022 hade Montrabé 4 322 invånare.

## Befolkningsutveckling
Antalet invånare i kommunen Montrabé
Referens:INSEE

## De monument

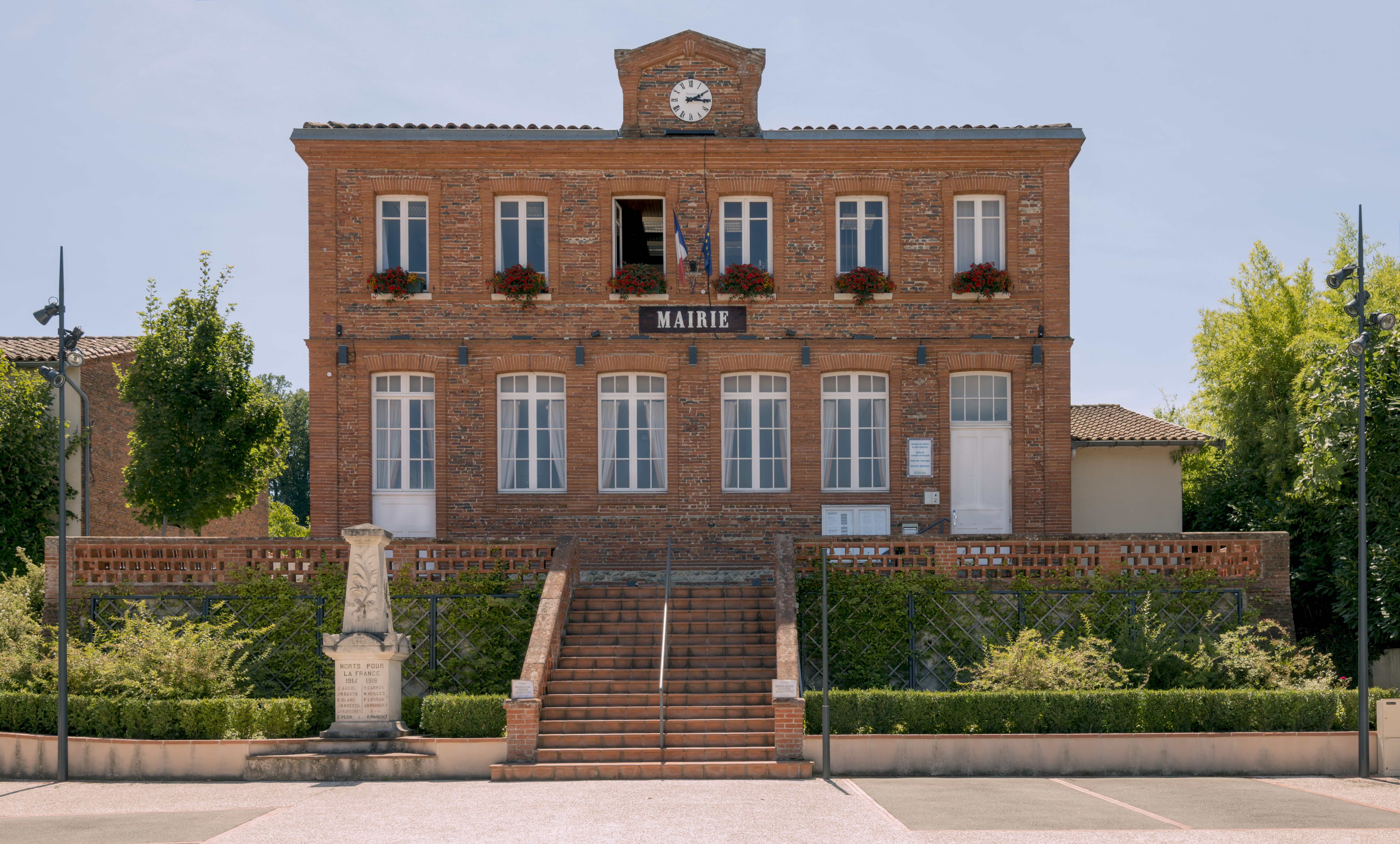
Stadshuset
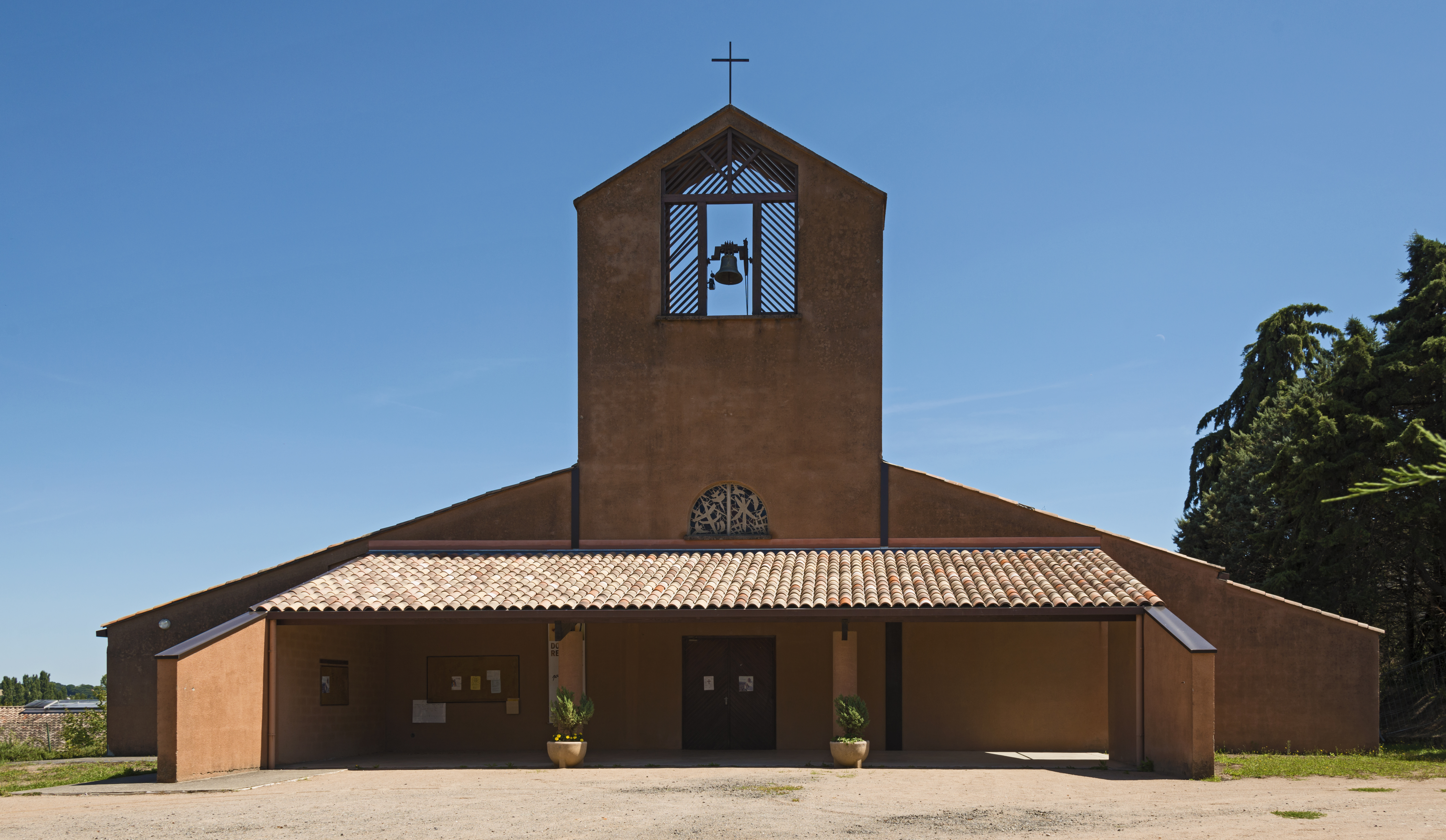
Kyrkan Saint Martial